# Jean Jacques d’Ortous de Mairan

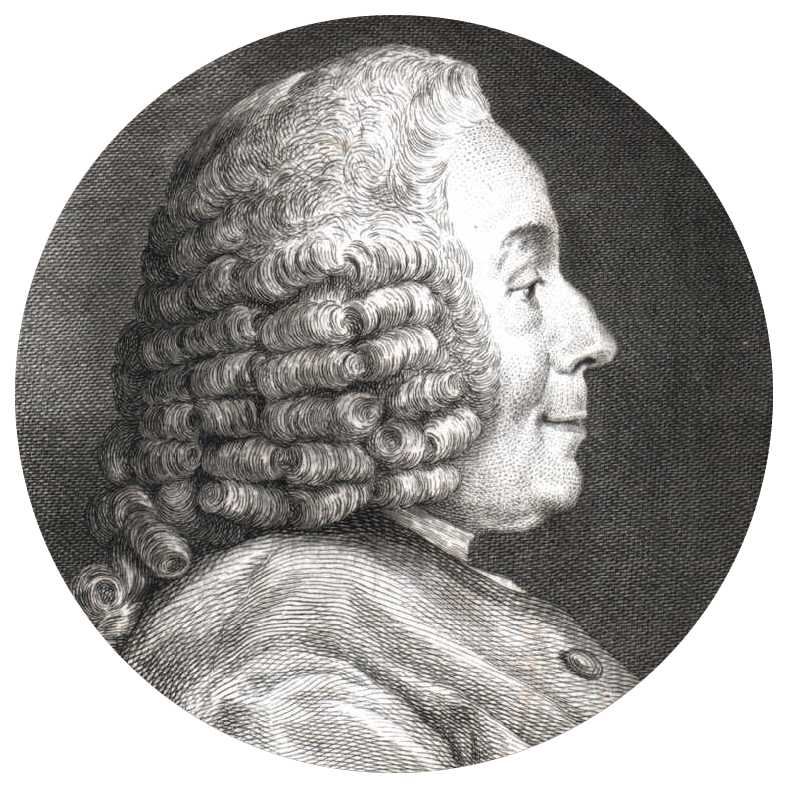
Jean Jacques d’Ortous de Mairan

Jean Jacques d’Ortous de Mairan (* 26. November 1678 in Béziers; † 20. Februar 1771 in Paris) war ein französischer Geophysiker.

## Leben
Sein Vater, François d’Ortous, war Angehöriger des Landadels. Er starb, als Jean Jacques vier Jahre alt war.
Der junge d’Ortous besuchte die Schule in Toulouse, wobei er seinen Schwerpunkt auf Altgriechisch legte. 1698 ging er nach Paris, um Mathematik und Physik zu studieren.
1718 wurde er Mitglied der Académie Royal des Sciences, und hatte dort im Zeitraum bis 1760 zu verschiedenen Zeitpunkten diverse Funktionen inne, darunter die Posten eines Sekretärs, des stellvertretenden Direktors, und schließlich des Direktors. Außerdem gab er das Journal des Scavans, eine wissenschaftliche Zeitschrift, heraus.
Im Jahre 1731 beobachtete er eine nebelartige Erscheinung um einen Stern in der Nähe des Orionnebels. Diese wurde später als M43 bezeichnet.
De Mairan forschte auch über Zirkadische Rhythmen. Er war Schüler von Malebranche und führte mit diesem 1713/14 kurz vor dessen Tod einen Briefwechsel über die Philosophie von Spinoza.
1734 wurde er Ehrenmitglied der Russischen Akademie der Wissenschaften in Sankt Petersburg.
1771 starb er in Paris an einer Lungenentzündung.

## Auszeichnungen
- Der Krater Mairan auf dem Mond wurde 1935 durch die IAU nach ihm benannt.

## Schriften (Auswahl)

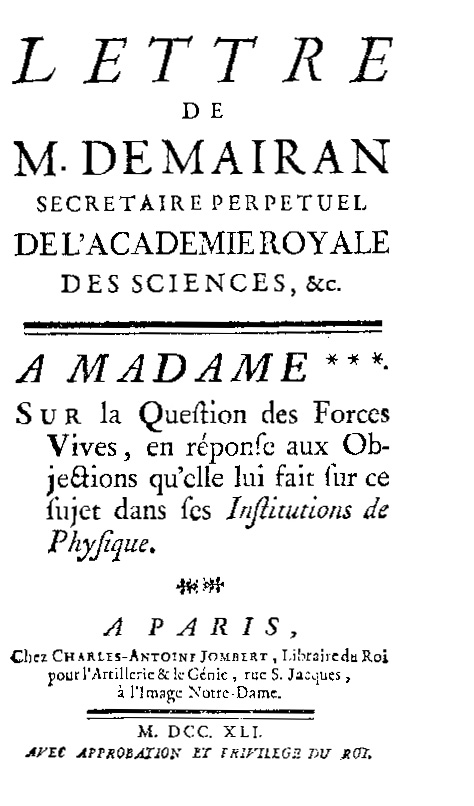
Sur la question des forces vives, 1741

- Traité physique and historique de l’Aurore Boréale. 1733.
- Sur la question des forces vives, 1741